# Argeo I de Macedonia
Argeo I (en griego, Αργαίος A) fue rey de Macedonia entre los años 678 a. C. a 640 a. C. Sucedió en el trono a su padre Pérdicas I. Según Diodoro Sículo reinó treinta y un años. Argeo dejó como sucesor a su hijo Filipo I.
| Predecesor: Pérdicas I | Rey de Macedonia 678 - 640 a. C. | Sucesor: Filipo I |